# Harold Wilson
Lord James Harold Wilson, barone Wilson de Rievaulx (Huddersfield, 11 marzo 1916 – Londra, 24 maggio 1995), è stato un politico britannico, esponente del Partito Laburista, che ricoprì due volte discontinue la carica di Primo ministro del Regno Unito, dal 1964 al 1970 e dal 1974 al 1976.
Laureato al prestigioso Jesus College, una delle scuole ospitate dall'Università di Oxford, è diventato membro del Parlamento dopo le elezioni generali del luglio 1945 sotto l'etichetta del Partito Laburista. Nel settembre 1947, quando divenne presidente della Commissione del commercio, divenne il più giovane ministro di gabinetto da William Pitt il Giovane nel 1782. Divenuto una delle principali figure del Partito Laburista in seguito al ritiro di Clement Attlee nel 1955, divenne leader del partito nel febbraio 1963 e allo stesso tempo capo dell'opposizione ufficiale. Dopo la vittoria del suo partito alle elezioni generali del 1964, fu nominato Primo ministro da Elisabetta II, diventando il più giovane a ricoprire questo incarico da Archibald Primrose nel 1894.
La sua prima permanenza a 10 Downing Street è stata contrassegnata da una serie di importanti misure sociali. L'omosessualità è stata in parte depenalizzata nel 1967 (in Inghilterra e Galles), così come l'aborto che è stato legalizzato nel 1968 mentre il divorzio è stato esteso nel 1969, la maggiore età è stata abbassata da 21 anni a 18 anni nel 1970. La pena di morte è stata abolita per i crimini commessi in tempo di pace nel 1969. A livello economico, nel 1965 fu istituita un'imposta sulle plusvalenze per cercare di ridurre il deficit di bilancio che era cresciuto costantemente dalla fine degli anni 1940. Sul piano interno, il conflitto nordirlandese iniziò sotto il suo governo. A livello internazionale, si scontrò con il veto del generale de Gaulle sull'adesione del Regno Unito alla Comunità economica europea e fu alleato di Lyndon B. Johnson nella guerra del Vietnam, portando a quello che storici e giornalisti chiamano un "rapporto speciale" con gli Stati Uniti. Il suo governo non ha potuto fare nulla per impedire la dichiarazione unilaterale di indipendenza della Rhodesia nel 1965. La sconfitta a sorpresa del Partito Laburista nelle elezioni generali del 1970 ha portato alle sue dimissioni da 10 Downing Street. Divenne di nuovo il leader dell'opposizione ufficiale, mentre il paese attraversava due grandi crisi: il Bloody Sunday e poi gli scioperi dei minatori del 1972 e del 1974. Approfittando delle circostanze favorevoli in seguito all'elezione di un parlamento di minoranza nel febbraio 1974, invocò delle prime elezioni nell'ottobre 1974.
La sua seconda permanenza a 10 Downing Street è stata contrassegnata da una recessione in seguito alla guerra dello Yom Kippur. Il primo shock petrolifero che seguì, così come lo sciopero dei minatori del febbraio 1974, ebbe importanti conseguenze per l'economia britannica, soprattutto con la crisi dei titoli di Stato del 1974, mentre l'inflazione raggiunse livelli esorbitanti. Appena due anni dopo l'adesione del Regno Unito alla Comunità economica europea, ha indetto un referendum sulla questione, in cui ha vinto il "sì". Incapace di governare senza una maggioranza alla Camera dei comuni, decise di ritirarsi a favore di James Callaghan dimettendosi il 5 aprile 1976. È stato elevato al titolo nobiliare di pari ed è entrato a far parte della Camera dei lord dopo aver lasciato la Camera dei comuni nel 1983.
Wilson fu il Primo ministro inglese che fece nominare dalla Regina Elisabetta II i Beatles membri dell’Ordine dell'Impero Britannico.
Wilson venne sepolto sull'isola di St Mary's, una delle Isole Scilly. È uno dei solo due primi ministri britannici non sepolti sull'isola di Gran Bretagna (l'altro è John Stuart, III conte di Bute).

## Biografia

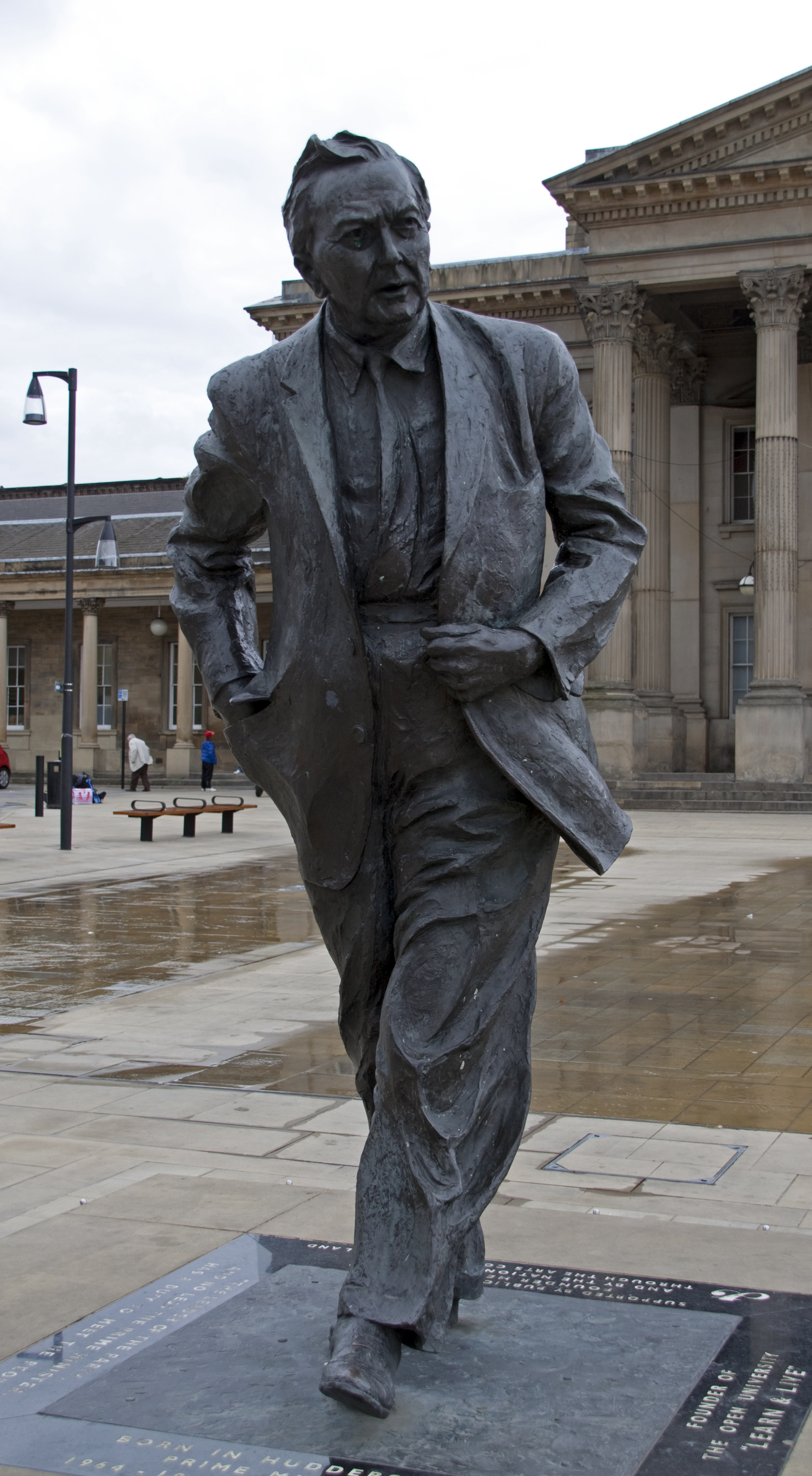
Statua in St George's Square, Huddersfield

Wilson è nato a Huddersfield, in Inghilterra, nel 1916, più o meno nello stesso periodo del suo grande rivale, Edward Heath. Veniva da una famiglia politica: suo padre, Herbert, era stato membro del Partito Liberale, ma in seguito si era unito alle file dei Partito Laburista. Quando Wilson aveva otto anni si è recato a Londra, dove si è fotografato al 10 Downing Street. Quell'immagine sarebbe diventata molto famosa quando sarebbe stato lui ad occupare la residenza del primo ministro.
Wilson ha vinto una borsa di studio per frequentare la scuola locale, la Royds Hall Secondary School, a Huddersfield. La sua educazione fu interrotta nel 1931 quando si ammalò di tifo dopo aver bevuto latte contaminato. Ha dovuto attendere diversi mesi per riprendersi. L'anno successivo suo padre, un industriale chimico, fu licenziato e la famiglia si trasferì a Spital sul Wirral per trovare lavoro. Wilson ha frequentato il sesto anno alla Wirral Grammar School for Boys.
Harold era un bravo studente e, grazie ai suoi buoni risultati a scuola, vinse una borsa di studio per studiare Storia al Jesus College, Oxford, nel 1934. A Oxford, Wilson era discretamente attivo in politica come membro del Partito Liberale, ma fu in seguito influenzato da GDH Cole unendosi al Partito Laburista.
Dopo il primo anno di Storia, ha cambiato i suoi studi in Filosofia, Politica ed Economia, in cui si è laureato con Honor Roll. Ha continuato nella vita accademica, diventando uno dei più giovani professori di Oxford del secolo.
Wilson insegnò economia al New College nel 1937 e storia economica all'University College nel 1938. Durante gran parte di questo periodo, fu assistente ricercatore di William Beveridge quando era disoccupato.
Nel 1940 sposò Gladys Baldwin, il cui matrimonio durò tutta la sua vita. La coppia ha avuto due figli: Robin, studioso e matematico e Giles, insegnante e capotreno.
All'inizio della seconda guerra mondiale, Wilson si arruolò volontario per il servizio militare, ma fu valutato come specialista e trasferito al servizio civile. Per la maggior parte della guerra è stato statista ed economista per l'industria del carbone.
Fu Direttore di Economia e Statistica del Ministero dell'Energia nel 1943 e nel 1944. Da qui nacque il suo interesse per la statistica.
Come presidente del Consiglio del commercio, fu il principale promotore del Trade Statistics Act 1947, che è ancora il punto di riferimento legale per la raccolta della maggior parte dei dati statistici in Gran Bretagna. Come Primo ministro, nominò Claus Moser capo del Gabinetto Centrale di Statistica. È stato anche presidente della Royal Statistical Society tra il 1972 e il 1973.

## Carriera politica

### In Parlamento

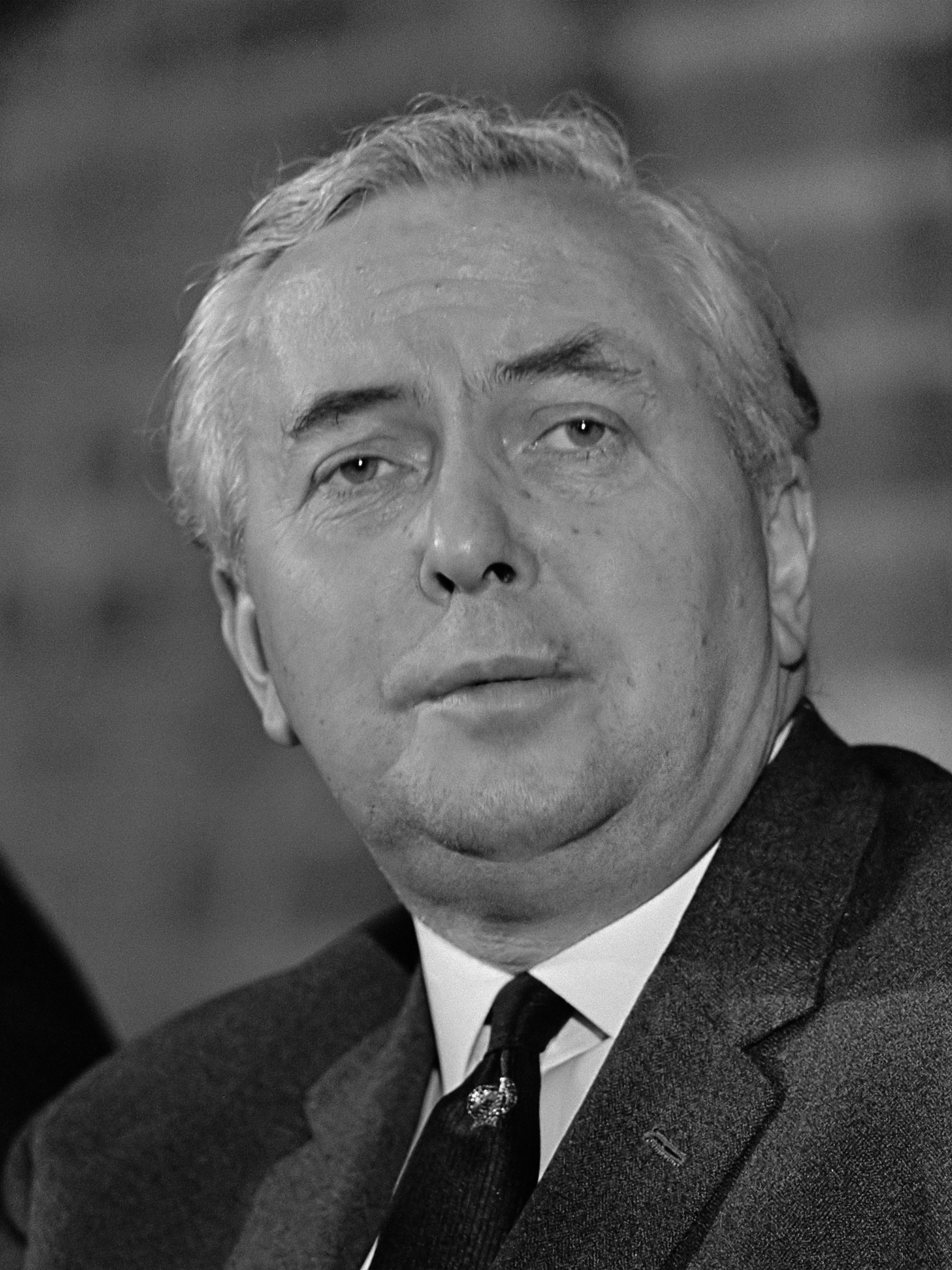
Harold Wilson nel 1967

Alla fine della seconda guerra mondiale, corse per una nomina nelle imminenti elezioni generali. Fu eletto a Ormskirk, dove in precedenza fu eletto Stephen King-Hall. Wilson ha raggiunto un accordo per candidarsi immediatamente invece di rimandare la sua candidatura, per la quale ha dovuto ritirarsi dal servizio civile. Nel tempo necessario alla convocazione delle elezioni, scrisse "A new Deal for Coal", in cui utilizzò l'esperienza acquisita durante la guerra per sostenere che nazionalizzare le miniere di carbone ne avrebbe migliorato le prestazioni.
Nelle elezioni generali del 1945, Wilson ottenne un seggio nelle file del Partito Laburista. Con sua stessa sorpresa, entrò nel governo come segretario del Ministero del lavoro. Due anni dopo divenne Segretario del commercio internazionale, carica con la quale fece diversi viaggi in Unione Sovietica per negoziare accordi sulle materie prime. I suoi avversari avrebbero poi qualificato questi viaggi come sospetti.
Il 14 ottobre 1947 è stato eletto Presidente del Consiglio del commercio (Board of Trade), diventando il più giovane membro del gabinetto del XX secolo, 31 anni. Ha guidato il processo di eliminazione del razionamento della guerra. Nelle elezioni generali del 1970 fu rieletto, anche se questa volta per il seggio di Huyton.
Wilson divenne noto come un simpatizzante dell'ala più di sinistra e si unì ad Aneurin Bevan quando entrambi si dimisero dal governo nel 1951 per protestare contro i cambiamenti nel sistema sanitario nazionale per adeguarsi alle esigenze finanziarie del budget imposto dalla guerra di Corea.

### Primo ministro

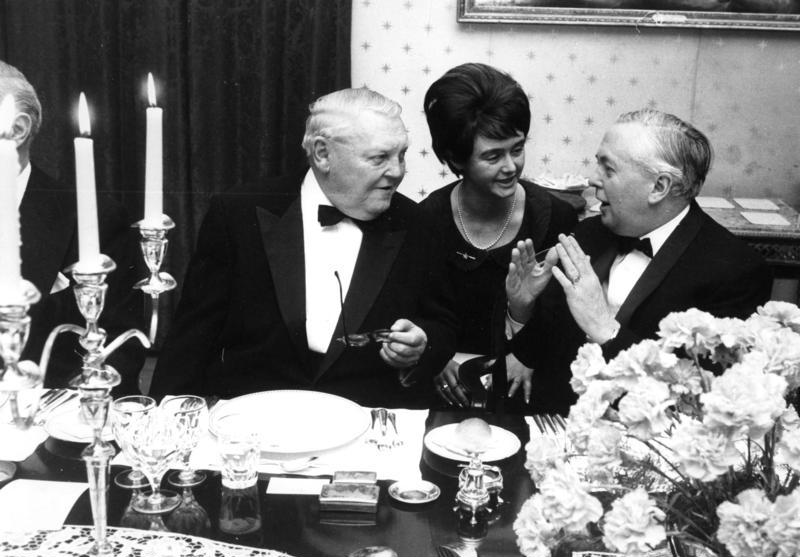
Harold Wilson alla cena di Stato con il cancelliere della Germania Ovest Ludwig Erhard nel 1965.

Quando è stato eletto primo ministro Harold Wilson ha attuato riforme sociali in materia di istruzione, sanità, alloggi, parità di genere, controllo dei prezzi, pensioni, disposizioni per i disabili e povertà infantile.

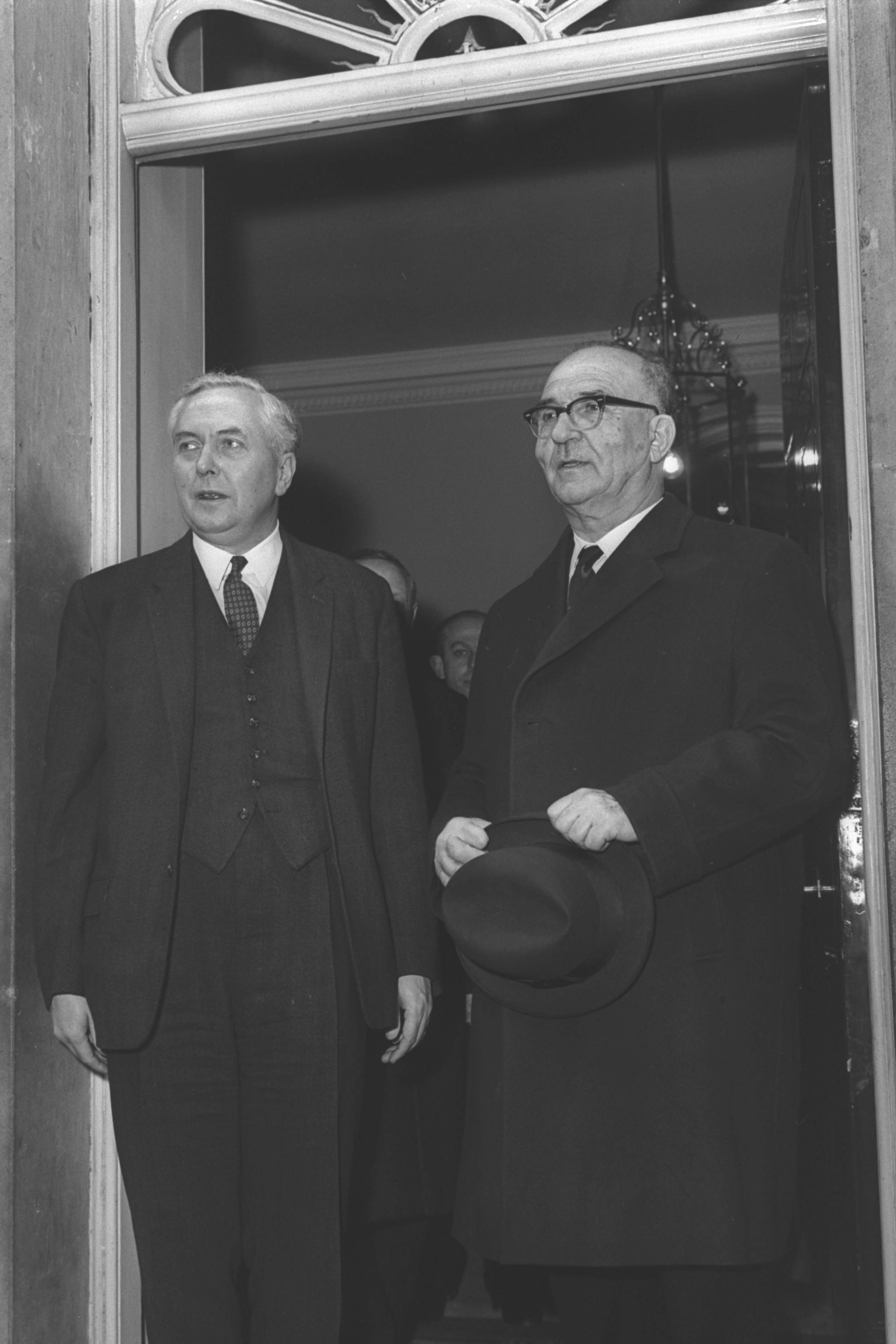
Il primo ministro Harold Wilson con Levi Eshkol

La sua prima vittoria elettorale il 15 ottobre 1964 lo vide vincere con una piccola maggioranza di 4, che salì significativamente a 98 dopo una seconda elezione generale il 31 marzo 1966. Come primo ministro dal 1964 al 1970, il suo piano principale era quello la modernizzare la Gran Bretagna e pensava che la rivoluzione tecnologica lo avrebbe aiutato in questo. Il suo governo ha sostenuto i deputati di riserva nella liberalizzazione delle leggi sulla censura, il divorzio, l'aborto e l'omosessualità e ha abolito la pena capitale. Furono prese misure cruciali per fermare la discriminazione contro le donne e le minoranze etniche e il governo Wilson creò anche l'Open University.

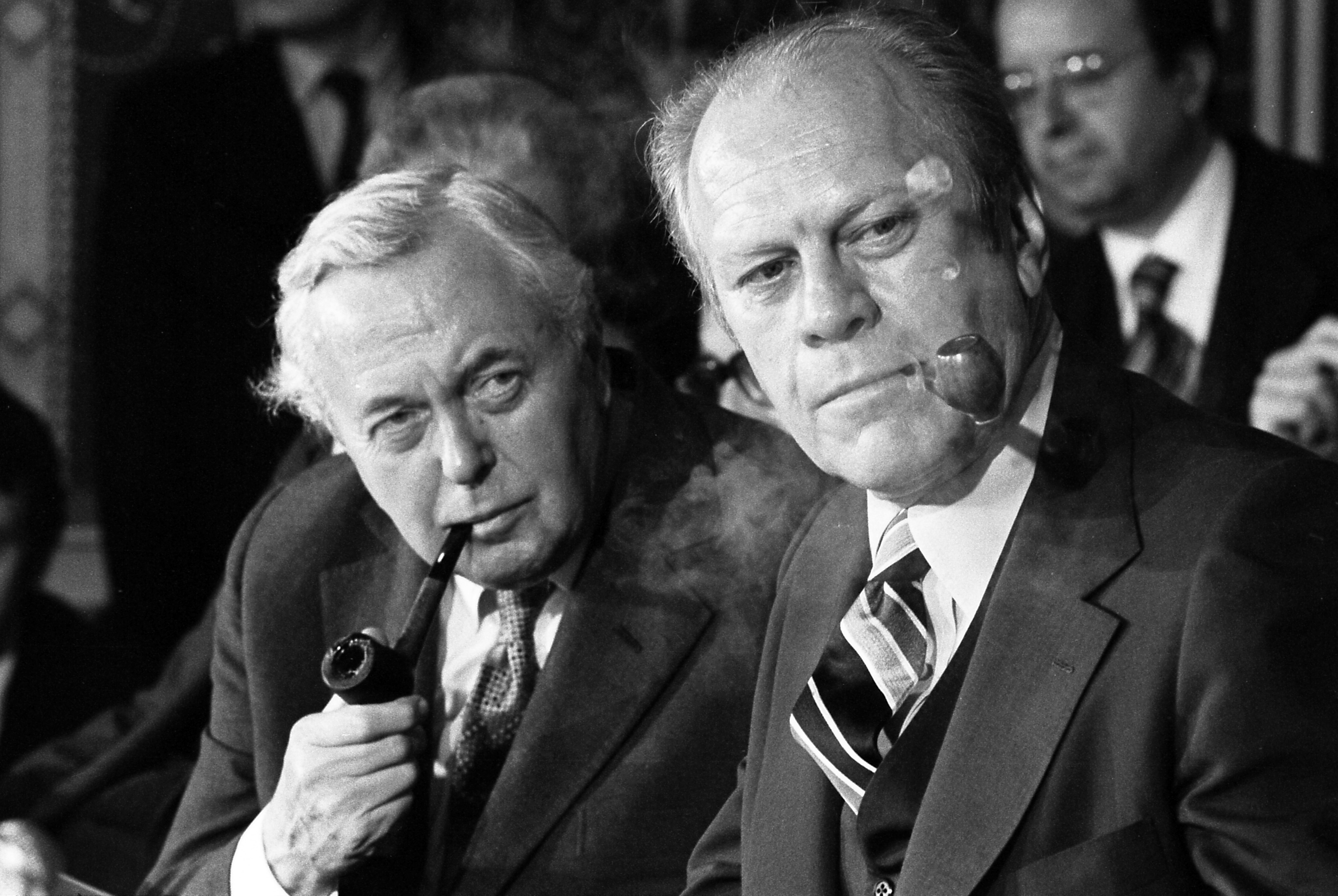
Il primo ministro insieme a Gerald Ford

A confronto, la sua visione degli affari esteri stava diventando meno moderna. Voleva mantenere il ruolo globale della Gran Bretagna tenendo unito il Commonwealth e promuovendo l'alleanza anglo-americana. Ad esempio, il suo approccio alla guerra del Vietnam lo ha visto bilanciare abilmente le ambizioni moderniste con gli interessi anglo-americani quando, nonostante le ripetute richieste americane, ha tenuto fuori le truppe britanniche mantenendo buoni rapporti.

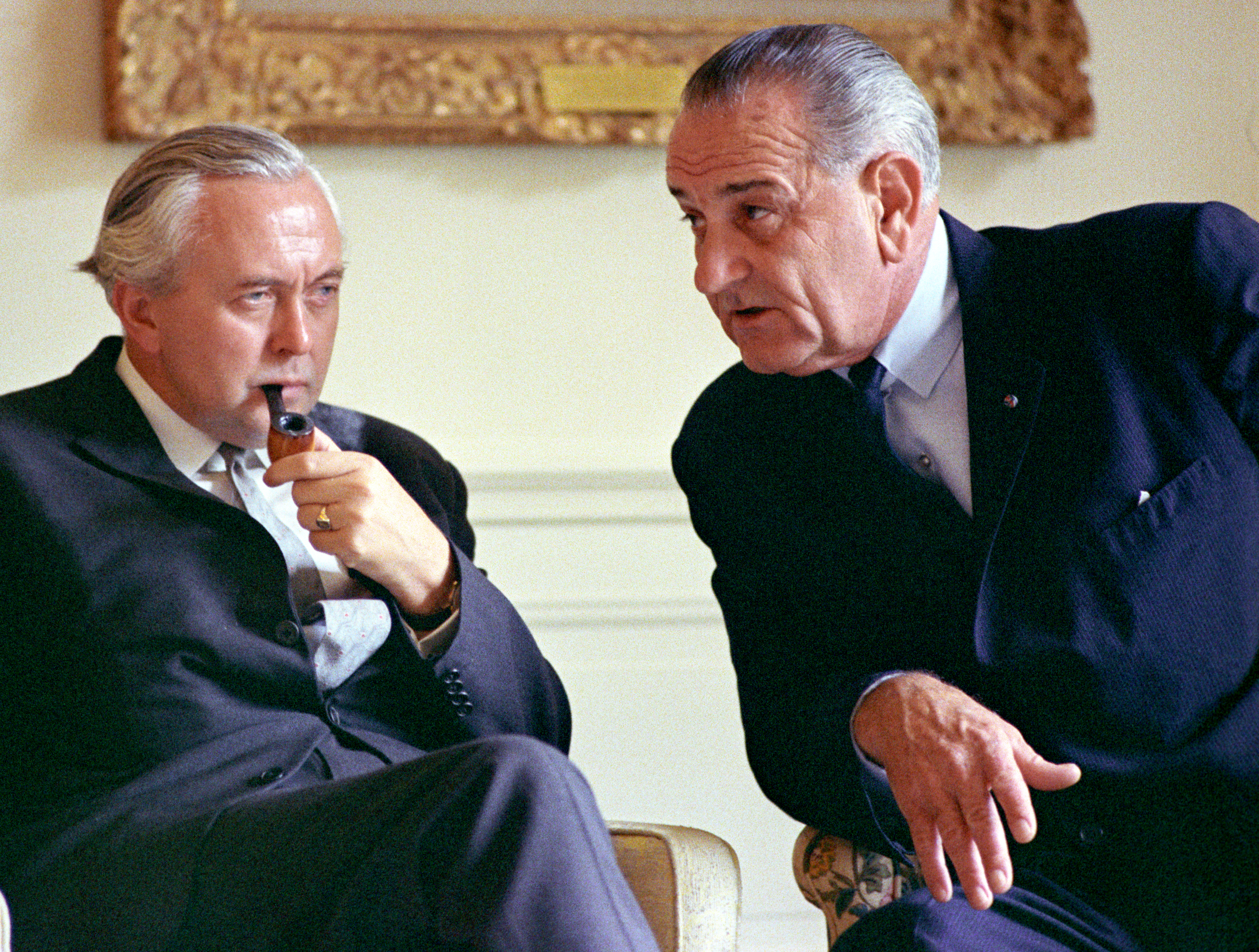
Il primo ministro Wilson con il Presidente degli Stati Uniti Lindon B. Johnson

Tuttavia, ha dovuto rimodellare radicalmente il ruolo globale della Gran Bretagna dopo aver ereditato un esercito sovraccarico e un deficit della bilancia dei pagamenti di 400 milioni di sterline, causando successive crisi della sterlina britannica. Per risolvere questi due problemi interconnessi, Wilson lanciò una Defense Review (1964-1965) e creò il Department of Economic Affairs, che cercava di attuare un ambizioso Piano Nazionale.
Mentre la crisi della sterlina continuava, Wilson fu costretto a svalutare la sterlina nel novembre 1967. Due mesi dopo, il suo governo annunciò con riluttanza il graduale ritiro delle truppe britanniche di stanza ad est del Canale di Suez. Nonostante i suoi dubbi iniziali, Wilson riconobbe il valore di essere un membro della Comunità economica europea (CEE), ma la sua domanda del 1967 non ebbe successo. Credendo che la sua popolarità fosse aumentata, Wilson indisse le elezioni generali il 18 giugno 1970, ma subì la sconfitta del Partito Conservatore sotto Edward Heath.
Le successive elezioni generali del 28 febbraio 1974 portarono a un parlamento sospeso e formò un governo di minoranza. Ha indetto un'altra elezione il 10 ottobre 1974 in cui ha ottenuto una piccola maggioranza di tre.
I suoi due anni successivi come primo ministro lo hanno visto concentrarsi fortemente sulla politica interna, realizzando riforme sociali in materia di istruzione, salute, alloggio, parità di genere, controllo dei prezzi, pensioni, disposizioni per le persone con disabilità e povertà infantile. Di conseguenza, l'imposta sul reddito dai più alti guadagni è aumentata all'83%. La creazione di posti di lavoro ha continuato a essere un problema. Nel 1975, la disoccupazione aveva raggiunto un milione.
Ha limitato i danni causati dalle diverse opinioni all'interno del suo partito durante la rinegoziazione dei termini di adesione nella CEE della Gran Bretagna. Ha anche cercato di risolvere i problemi tra i nazionalisti e gli unionisti in Irlanda del Nord, ma alla fine non ha avuto successo.

## Nella cultura popolare
Il ruolo di Harold Wilson è stato interpretato sullo schermo da:
- Robert Pugh nel telefilm Longford (2006)
- Stephen Moore nel film I Love Radio Rock (2009)
- John Sessions nel film We Want Sex (2010)
- Jason Watkins nella serie The Crown (2018)

## Riconoscimenti
- Dottorato honoris causa da diverse università:
  - Università di Lancaster (1964)[4]
  - Università di Liverpool (1965)[5]
  - Università del Sussex (1966)[6]
  - Università di Nottingham (1966)[7]
  - Università dell'Essex (1967)[8]
  - Open University (1974)[9]
  - Università Bar-Ilan (1976)